# Nematinus acuminatus
Nematinus acuminatus är en stekelart som först beskrevs av Thomson 1871.  Nematinus acuminatus ingår i släktet Nematinus, och familjen bladsteklar. Arten är reproducerande i Sverige.